# George Macloskie
George Macloskie ( 14 de septiembre de 1834 , Castledawson, Irlanda - 4 de enero de 1920 ) fue un naturalista, y profesor irlandés .
Estudia Ciencias naturales en la Real Universidad de Belfast, recibiéndose en 1858. Posteriormente estudia Teología en 1861, y será en 1873 párroco presbiteriano en Ballymoney.
De 1875 a 1906 es profesor de Biología en la Universidad de Princeton. Y obtiene un doctorado pro honorem de la Real Universidad de Londres. Fue miembro de numerosas sociedades científicas, actuando como botánico.
Se interesó como guardián de la Biblioteca de Princeton, en el esperanto. Y publica La fortaleza del Esperanto (The strength of Esperanto) en la revista Harper's Weekly el 6 de octubre de 1906.
Su tumba se encuentra en Princeton.

## Algunas publicaciones
- 1883. "Elementary Botany". New York

- 1894. The mechanical conception of nature, being a paper read before the Victoria Institute. Ed. Harrison & Sons, Londres. 14 pp.

### Libros
- 1883. Elementary botany with students' guide to the examination and description of plants. Ed. H.Holt & Co. N.York. viii, 373 pp.

## Honores

### Eponimia
Especies
- Viola: Viola macloskeyi F.E.Lloyd 1895
- La abreviatura «Macloskie» se emplea para indicar a George Macloskie como autoridad en la descripción y clasificación científica de los vegetales.[1]